# O Sepultamento de Cristo (Caravaggio)
O Sepultamento de Cristo, chamada também de A Deposição de Cristo, é uma das peças-de-altar mais admiradas de Caravaggio e foi pintada em 1603-4 para a segunda capela da direita em Santa Maria in Vallicella (a Chiesa Nuova), uma igreja construída para o Oratório de São Filipe Néri. Atualmente uma cópia da pintura decora a capela e a original está na Pinacoteca Vaticana. A pintura foi copiada por artistas tão diversos quanto Rubens, Fragonard, Géricault e Cézanne. Ela retrata uma cena do sepultamento de Jesus.

## História
Em 11 de julho de 1575, o papa Gregório XIII (r. 1572–1585) emitiu uma bula confirmando a formação de uma nova sociedade — o Oratório de São Filipe Néri — e concedeu-lhe a igreja de Santa Maria in Vallicella. Dois meses depois, a reconstrução da igreja começou. Planejada na reconstrução desta Chiesa Nuova ("igreja nova"), como ela ficou conhecida, estava a dedicação de todos aos mistérios da Virgem. Começando no braço esquerdo do transepto e continuando pelas cinco capelas de cada um dos lados da nave até o braço direito, os altares foram dedicados a Apresentação ao Templo, Anunciação, Visitação, Natividade, Adoração dos Pastores, Circuncisão, Crucificação, a Pietà, Ressurreição, Ascensão, Vinda do Espírito Santo, Assunção e a Coroação.
O "Sepultamento" foi provavelmente planejado nesta época e o trabalho começou em 1602/3. A capela onde a tela seria pendurada era a dedicada à Pietà e foi patrocinada por Pietro Vittrice, um amigo de Gregório XIII e seguidor de São Filipe Néri. Esta capela ocupa uma posição privilegiada na Chiesa Nuova: a missa podia ser celebrada ali e a visita concedia indulgências especiais.
Localizada no lado direito da nave, ela foi concedida a Vittrice em junho de 1577 e a fundação da capela, ratificada em setembro de 1580. Algum tempo depois de sua morte, em março de 1600, um legado de 1 000 scudi foi deixado à disposição para a manutenção da capela e ela foi construída em 1602, a data que é considerada a mais antiga para a encomenda da pintura a Caravaggio. De fato, a capela foi descrita, em 1 de setembro de 1604, como "nova" em um documento que relata que ela teria sido paga por Girolamo Vittrice, sobrinho e herdeiro de Pietro.
Girolamo Vittrice tinha uma ligação direta com Caravaggio: em agosto de 1586, ele se casou com Orinzia di Lucio Orsi, irmã do amigo de Caravaggio, Prospero Orsi, e sobrinha do humanista Aurelio Orsi. Este, por sua vez, havia sido mentor do jovem Maffeo Barberini, que seria eleito papa Urbano VIII em 1623. Foi por estas ligações que o filho de Girolamo, Alessandro, tornou-se bispo de Alatri em 1632 e conseguiu presentear o papa Inocêncio X Pamphilj com a "A Adivinha" (atualmente no Louvre), de Caravaggio, depois de ser nomeado governador de Roma em 1647.
A pintura foi universalmente admirada e comentada por críticos como Giulio Mancini,, Giovanni Baglione (1642), Gian Pietro Bellori (1672) e Francesco Scanelli (1657).
A pintura foi levada para Paris em 1797 para o Musée Napoléon, devolvida a Roma e instalada no Vaticano em 1816. A pintura que atualmente decora o seu lugar na Chiesa Nuova é uma cópia de Michelle Koeck.

## Composição
Esta pintura da época da Contra Reforma — com uma cascata diagonal de pranteadores e carregadores descendente até o flácido corpo morto de Cristo nu em cima de uma pedra lisa — não é um momento de transfiguração, mas de lamento. Conforme os olhos do público vai descendo a partir do brilho, há também um movimento de descida a partir da histeria de Maria de Cleófas passando pelas emoções contidas sobre a morte como o silenciamento emocional final. Ao contrário do sanguinolento Jesus pós-crucificação frequente nas mórbidas telas espanholas, os Cristos da arte italiana geralmente morrem sem sangue e seu corpo se posiciona de uma forma desafiadora. Como se enfatizasse a incapacidade do Cristo morto de sentir dor, uma mão penetra na ferida no seu flanco. Seu corpo está representando como o musculoso, cheio de veias e de membros grossos corpo de um trabalhador ao invés do usual corpo esguio.
Dois homens estão carregando o corpo. João Evangelista, identificado apenas por sua aparência juvenil e seu manto vermelho, segura o Cristo morto sobre seu joelho direito e com seu braço direito, inadvertidamente abrindo-lhe a ferida. Nicodemos agarra-lhe os joelhos com seus pés plantados na beira da laje. Caravaggio balanceou a posição estável, digna, do corpo com os esforços instáveis de seus carregadores.
Enquanto as faces são importantes para todas as pinturas, nas obras de Caravaggio é sempre importante notar para onde os braços estão apontando. Para o céu na "Conversão no Caminho para Damasco", para Levi no "Chamado de São Mateus". Aqui, o braço caído do Deus morto e seu manto imaculado tocam as pedras; a chorosa Maria de Cleófas gesticula para o céu. Esta seria uma interpretação da mensagem de Cristo: Deus veio à terra e humanidade se reconciliou com o céu. Como sempre, mesmo em suas obras de maior devoção, Caravaggio jamais deixa de lado suas convicções. No centro está Maria Madalena, secando as lágrimas com um lenço branco, com a face encoberta pelas sombras. Segundo a tradição, a Virgem Maria é geralmente representada como eternamente jovem, mas aqui, Caravaggio a pinta como uma senhora de idade. A figura da Virgem está também parcialmente encoberta por João; podemos vê-la vestida com o hábito de uma freira e seus braços estão abertos para os lados, imitando a linha da laje de pedra sobre a qual o grupo está. Sua mão direita paira acima da cabeça de Jesus como se ela estivesse se esticando para tocá-lo. Vistas em conjunto, as três mulheres constituem três diferentes expressões complementares do sofrimento.
A figura da direita imita os traje da "Madalena Penitente" (Galeria Doria Pamphilj, Roma), de Caravaggio; a da esquerda lembra sua Maria em "Conversão da Madalena" (Detroit Institute of Art). Andrew Graham-Dixon afirma que estas figuras foram posadas por Fillide Melandroni, uma modelo frequente em suas obras e que tinha cerca de 22 anos de idade na época.
A composição de Caravaggio também parece ter relação com a "Pietà" na Basílica de São Pedro, de Michelangelo, especialmente a figura da Madona e com a "Pietà Florentina" (Museo dell'Opera del Duomo, Florença), também de Michelangelo, principalmente a figura de Nicodemos. Neste caso, Caravaggio também transpõe nele o auto-retrato de Michelangelo.
Caravaggio também estabelece uma comparação com Rafael ao utilizar como fonte para o grupo principal a "Deposição Borghese". Esta comparação contrasta o idealismo do Alto Renascimento com naturalismo do próprio Caravaggio.

## Interpretações
A pintura de Caravaggio é um contraponto visual para a missa, com padre erguendo a hóstia recém-consagrada tendo o "Sepultamento" atrás de si. O local privilegiado do altar deve ter significado que esta era uma ocorrência diária; o ato justapondo perfeitamente o corpo na tela com a hóstia erguida no momento que o padre diz "Este é o meu corpo". A Deposição (c. 1525-8), de Jacopo Pontormo, em Florença, tem uma função similar e fica numa disposição similar sobre seu altar. Estas pinturas são representações do Corpus Domini e não apenas lembranças da deposição para o sepultamento de Cristo.
A partir do século XVII, a tela de Caravaggio passou a ser interpretada como uma cena do próprio sepultamento. Esta interpretação foi baseada na fórmula heroica, derivada de antigas fontes, de Adônis ou Meleagro: a cabeça atirada para trás e um braço flácido estirado na lateral. De fato, a "Deposição Borghese", de Rafael, é um outro exemplo desta fórmula. A colocação do corpo de Cristo numa laje de pedra também tem precedentes na história da arte, especialmente "Lamentação", de Roger van der Weyden, na Galeria Uffizi, em Florença.
Porém, avaliando com cuidado, a pintura de Caravaggio não preenche os requisitos desta fórmula, pois estes tipos antigos são cenas de transporte do corpo enquanto que esta, assim como no caso da pintura de Van der Weyden, definitivamente não é. Ao invés disto, a composição revela a tradicional forma piramidal do tipo Pietà. Dada a interpretação da pintura como sendo deste tipo, a laje de pedra (antes interpretada como a porta do túmulo) pode ser reinterpretada como uma referência à "Pedra da Unção", hoje abrigada na Igreja do Santo Sepulcro em Jerusalém, a pedra utilizada para apoiar o corpo de Cristo quando ele foi ungido e vestido em sua mortalha de linho, como relatado no Evangelho de João.
Raramente percebido pelo público moderno é a inclusão, por Caravaggio, de uma planta no canto esquerdo da tela. Geralmente chamada de verbasco, acreditava-se que o Verbascum thapsus tinha propriedades medicinais e era utilizada para afastar maus espíritos. Ela era associada com a iconografia de São João Batista. Caravaggio pintou-a novamente em "São João Batista" e "Descanso na Fuga para o Egito".

## Referências e obras derivadas

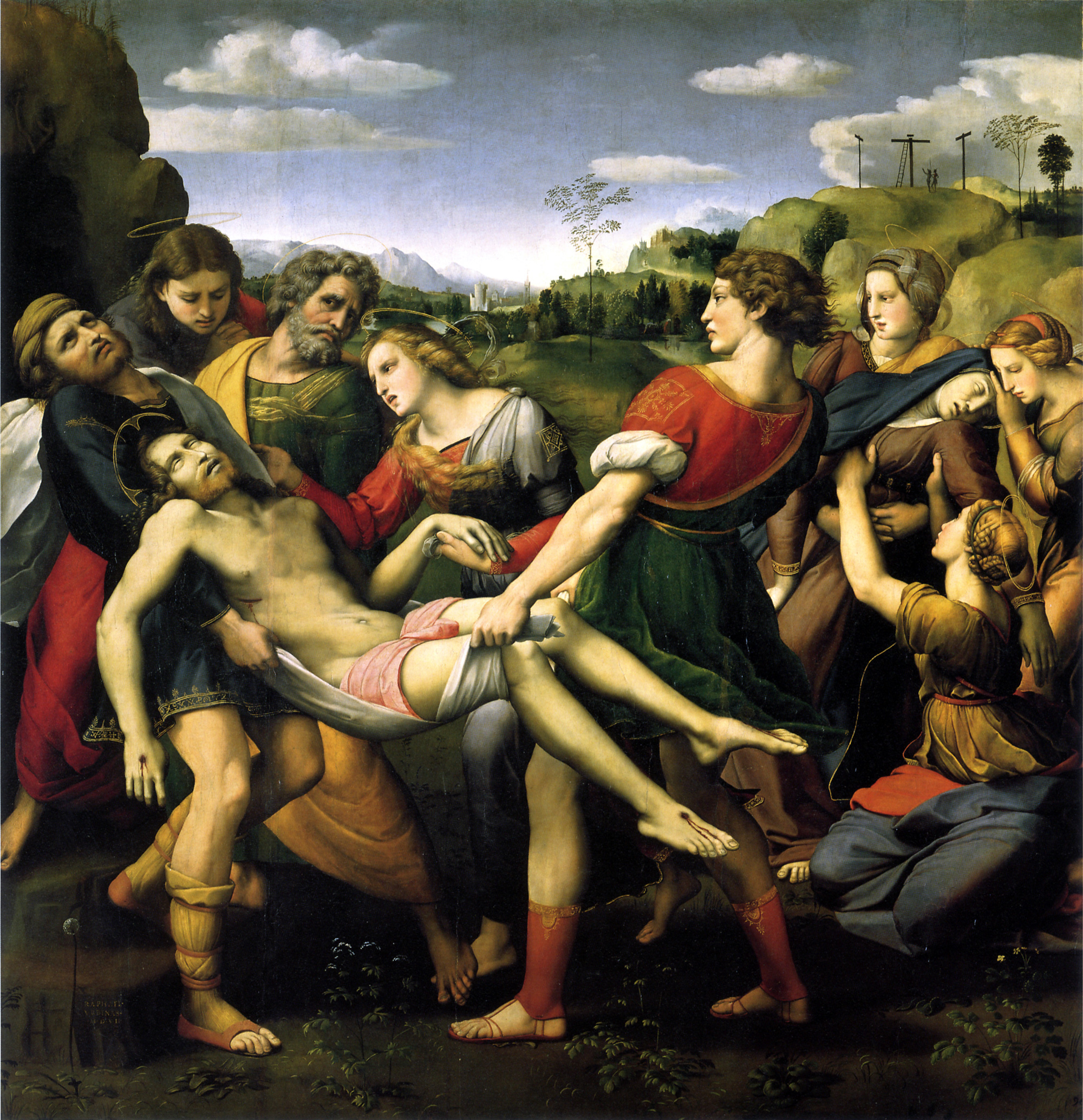
"Deposição Borghese", de Rafael, na Galeria Borghese, em Roma.
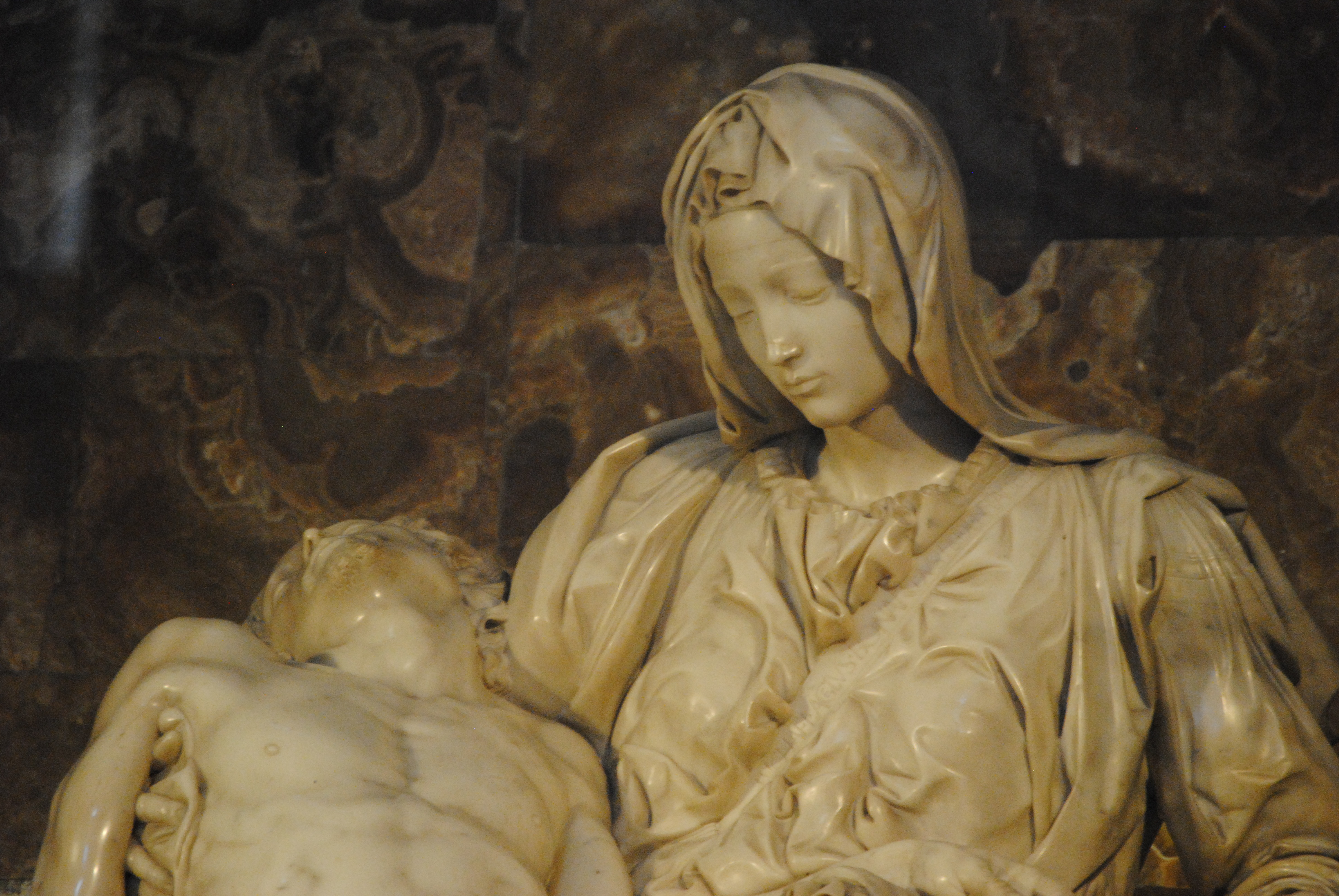
Detalhe do rosto de Maria na Pietà, de Michelangelo, na Basílica de São Pedro, Vaticano.
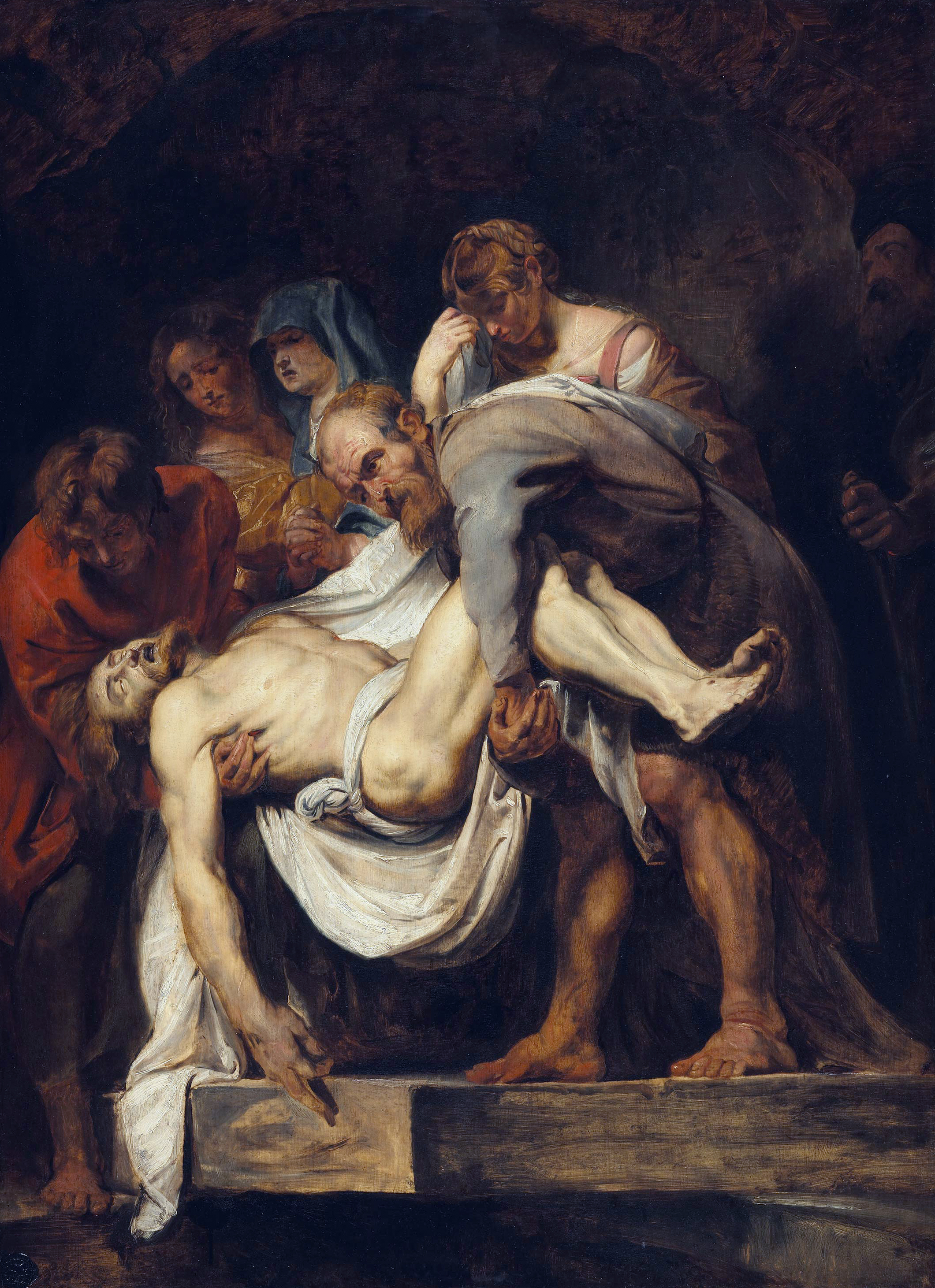
"Sepultamento", de Rubens, na Galeria Nacional do Canadá.
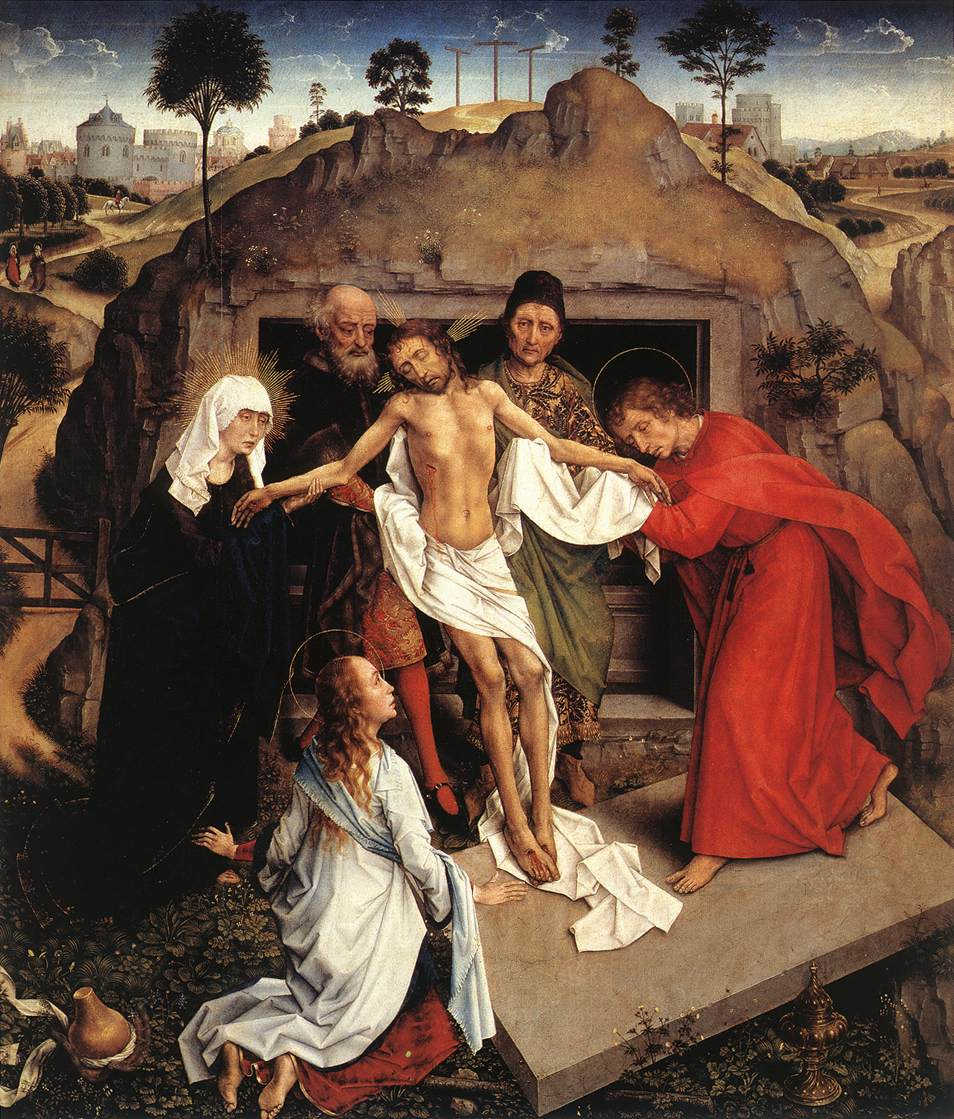
"Lamentação", de Roger van der Weyden, na Galeria Uffizi, Florença.